# 河井継之助
河井 継之助（かわい つぎのすけ、正字体：繼之助、文政10年1月1日（1827年1月27日） - 慶応4年8月16日（1868年10月1日））は、江戸時代末期（幕末）の武士。越後長岡藩牧野家の家臣。「継之助」は幼名・通称で、読みは郷里の新潟県長岡市にある河井継之助記念館は「つぎのすけ」とするが、死没地である福島県只見町の同名施設は「つぐのすけ」としている。諱は秋義（あきよし）。号は蒼龍窟。禄高は120石。妻は「すが」。
戊辰戦争の一部をなす北越戦争で長岡藩側を主導したことで知られる。

## 河井家の概要
河井家の先祖は、近江膳所藩本多氏の家臣だったという説と、蒲原郡河井村出身の地侍という2つの説がある。本多氏家臣説では膳所藩主の娘が初代越後長岡藩主・牧野忠成の嫡子・光成（藩主になる前に死去）へ嫁ぐにあたり、河井清左衛門と忠右衛門の兄弟が長岡へ帯同した。そして兄に40石、弟に25石が与えられ、そのまま牧野家の新参家臣となった。はじめに兄・清左衛門の家系は、その惣領の義左衛門が近習・目付と班を進め大組入りした。戊辰戦争で銃卒隊長であった河井平吉は、清左衛門の分家筋に当たる。
弟の忠右衛門は初め祐筆役となり、その後に郡奉行となった。この間に加増が2回あり、大組入りして100石となり、河井金太夫家と呼ばれた。継之助の河井家は、この忠右衛門（河井金太夫家）の次男・代右衛門信堅が新知30俵2人扶持を与えられ、宝永4年（1707年）に中小姓として召し出されたことにより別家となったものである。つまり河井家には、清左衛門を初代とする本家（50石）、忠右衛門を初代とする分家（100石、のちに20石加増）、信堅を初代とする分家（120石）があった。河井継之助の祖である信堅は、当初30俵2人扶持であった。その後、勘定頭、新潟町奉行を歴任し物頭格にもなり、禄高は140石となった。そして、そのうち120石の相続が認められ、120石取りの家となったと推察される。ちなみに信堅が郡奉行であったことは藩政史料からは確認できない。3代目の代右衛門秋恒も、信堅と同じ役職を歴任した。継之助の父で郡奉行を務めた4代目の代右衛門秋紀のとき、何らかの事情で20石減らされ120石となったと『河井継之助傳』にあるが、これは足高の喪失であって禄高そのものが減知されたものではないと思われる。ちなみにこの秋紀は風流人であったようで、良寛とも親交があった。
以上のように、家中における信堅系の河井家の位置は能力評価の高い役方（民政・財政）の要職を担当する中堅どころの家柄であったといえる。また他の河井家よりも立身したことで、河井諸家の中でも優位にあったと思われる。こうした河井家の立場は藩内や国内の情勢不安の中、継之助が慶応元年（1865年）に郡奉行に抜擢されて藩政改革を主導し、その後、役職を重ねるとともに藩の実権者となっていくこととなった素地であったといえる。継之助の祖父までの新潟町奉行の就任期間については「新潟町奉行#天保7年までの歴代新潟町奉行」を参照。
なお、河井家を「奉行格」の家柄であると説明するものがあるが、これは誤りである。まず第1に、長岡藩の家格に「奉行格」という家格は存在しなかった。そして第2に、歴史学上は地方（ぢがた）の奉行職と呼ぶこともある町奉行や郡奉行などとは別に長岡藩では、家老を補佐する役職として「奉行職（御奉行）」が存在し、藩政全般に重きをなし、時として加判の列（最広義の老職）にもなった。
継之助は中老となる前、公用人・郡奉行・町奉行兼帯となった後に「御奉行格加判」に就任している。この「奉行格」に河井家で登用されたのは、継之助が初であった。したがって、河井家を奉行級の家柄であったとするのも誤りである。加えて奉行と奉行格を混同する場合もあるが、厳密にいえば奉行格は「奉行同格」（奉行と同等の格式）を指し、奉行本職に就任したわけでない。
ちなみに『長岡市史』では町奉行は番頭兼務が原則なので、町奉行兼帯になった時点で継之助は番頭に就任した可能性が高い。

## 修養・遊学の時期

### 誕生〜青年期

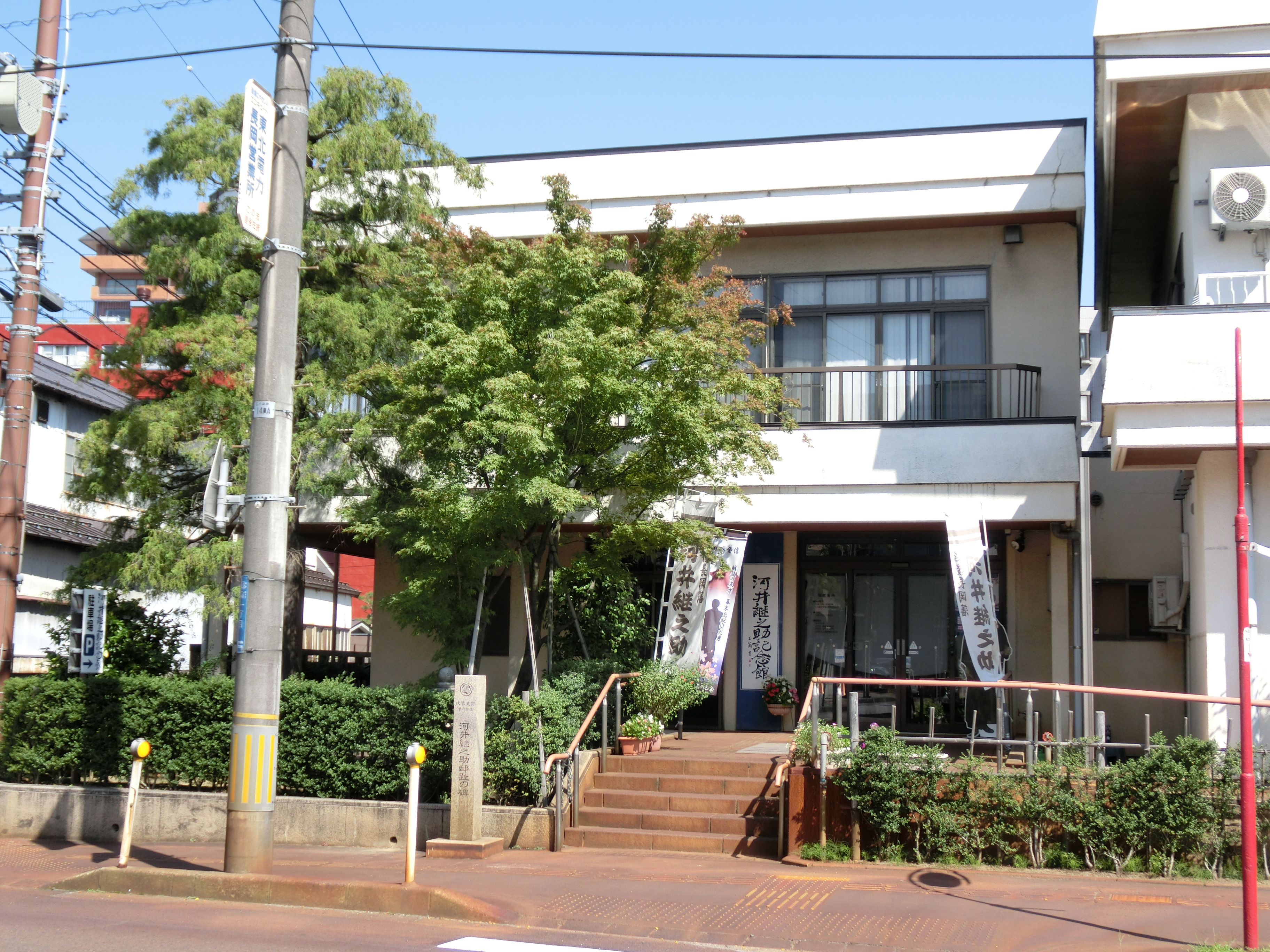
河井継之助生家跡は河井継之助記念館となっている（新潟県長岡市長町）

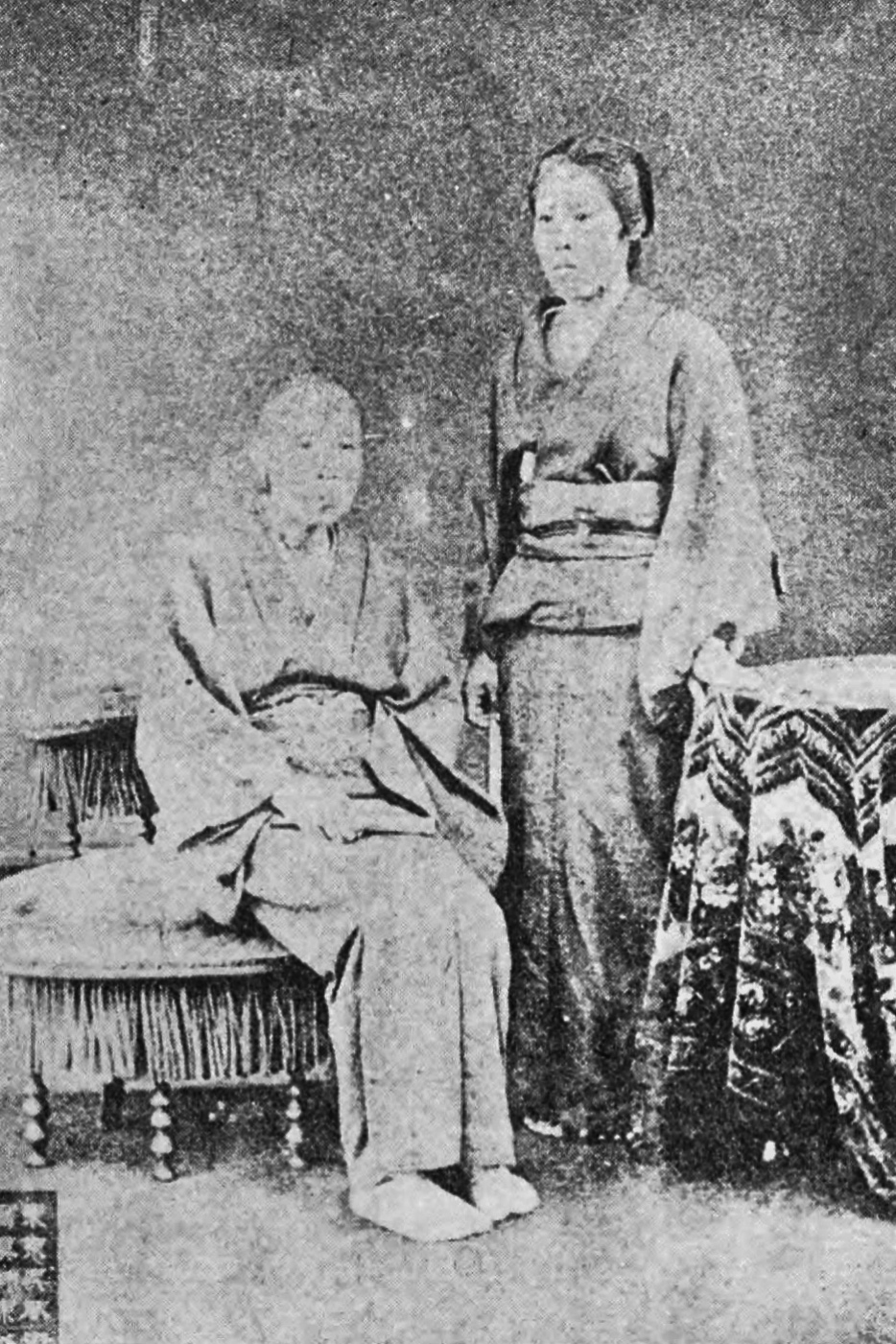
河井継之助の母・貞(左)と妻・すが(右)

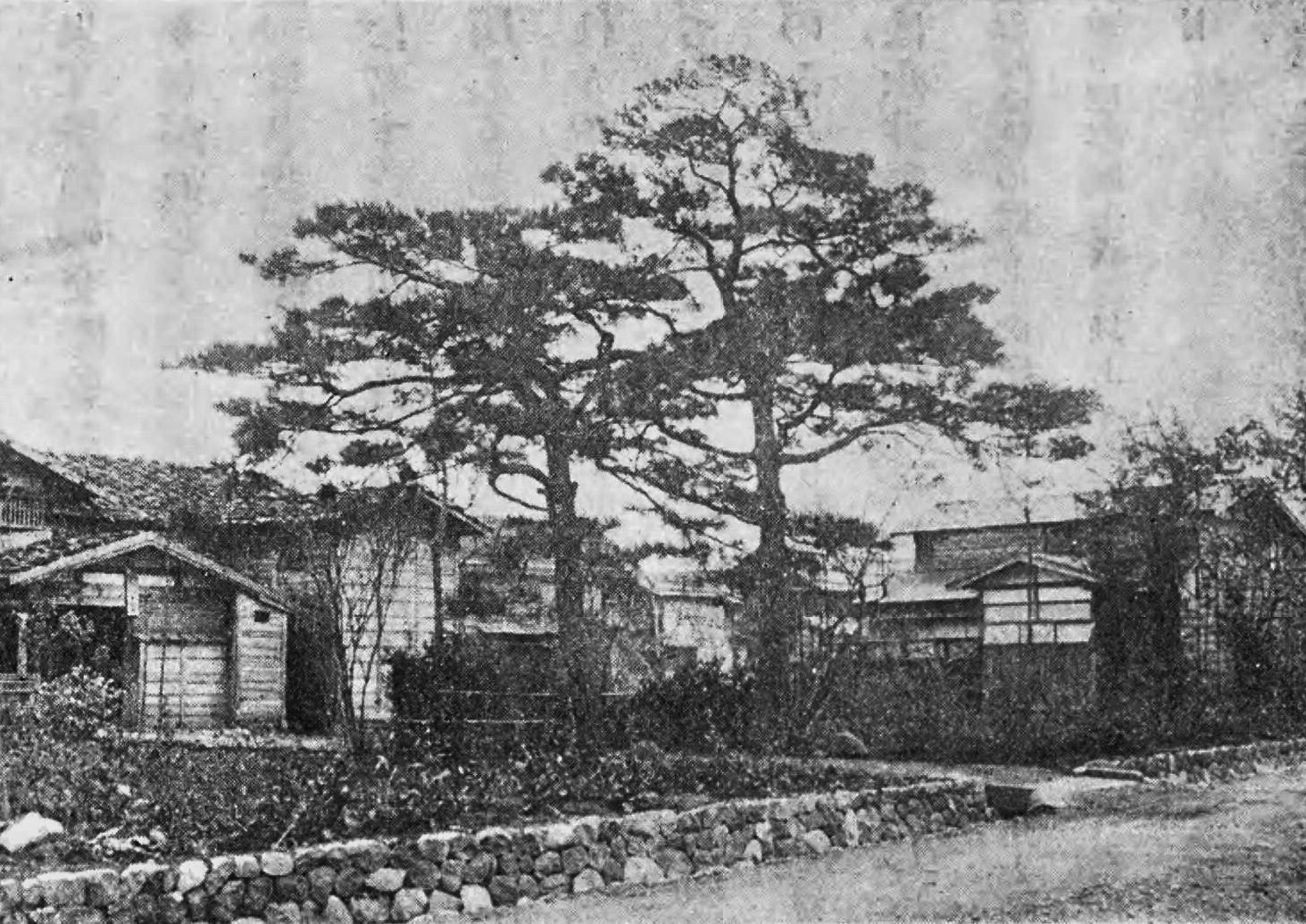
河井継之助邸跡にあった2本の松の木（明治時代の撮影）。号の「蒼龍窟」の由来とされる。

文政10年（1827年）、長岡城下の長町で代右衛門秋紀と貞との長男として生まれる。幼少の頃は気性が激しく腕白者で、負けず嫌いな性格であったといわれている。12、3歳の頃、それぞれに師匠をつけられて剣術や馬術などの武芸を学んだが師匠の教える流儀や作法に従わないどころか口答えし自分勝手にやったため、ついには師匠から始末に負えないと厄介払いされるほどであった。しかし、読書好きで、好きな本があると一文一文を掘るように書き写したと言われている。その後、藩校の崇徳館で儒学を学び始め、その際、都講の高野松陰の影響で陽明学に傾倒していった。
天保13年（1842年）に元服、秋義を名乗る。信堅系の河井家の当主は元服すると代々通称として「代右衛門」を世襲したが、河井継之助秋義は元服後も幼名である「継之助」を通称として用いた。17歳の時、継之助は鶏を裂いて王陽明を祀り、補国を任とすべきこと、すなわち藩を支える名臣になることを誓う。その翌年、城下の火災により継之助の家宅も焼失したため、現在跡地のある家に移り住む。
嘉永3年（1850年）に梛野嘉兵衛（250石、側用人）の妹・すがと結婚する。なお、梛野氏は安政の藩政改革を主導した村松忠次右衛門の母方であり、『武鑑』でも藩主嗣子・牧野忠訓の附役に梛野弥五左衛門が見えるので、姉婿・佐野与惣左衛門（武鑑で附役になっているのが確認できる）同様にこの藩主側近一族との縁組が継之助の出世にプラスに作用した可能性は高い。
継之助は青年時代から主に日本・中国（宋・明時代）の儒学者・哲学者の語録や明・清時代の奏議書の類の本をよく写本した。また、読書法についても後に鵜殿団次郎とそのあり方について議論した際、多読を良しとする鵜殿に対し、継之助は精読を主張したという。こうした書物に対する姿勢は後の遊学の際でも一貫していた。
さらにこの時期には小山良運（130石）や花輪馨之進（200石、のち奉行本役）、三間市之進（350石、のち奉行役加判）、三島億二郎（37石、藩校助教授、のち目付格、代官）といった同年代の若手藩士らと日夜意見を戦わせ、意気を通じ合わせていた。このグループは周囲からは「桶党」（水を漏らさぬほど結束力が固いという意）と呼ばれていたらしく、慶応期藩政改革の際には村松忠治右衛門（70石、安政期藩政改革の主導者、のち奉行格、勘定頭・郡奉行ほか諸奉行兼帯。継之助の妻の縁者）や植田十兵衛（200石、のち郡奉行・町奉行兼帯）らとともに次第に要職に就き、継之助を中心とする改革推進派の主要メンバーとなった。

### 初めての江戸遊学と藩政への登場
嘉永5年（1852年）の秋頃、継之助は江戸に遊学する。江戸には既に三島や小林虎三郎らが佐久間象山の許に遊学に来ていた。継之助はまず、三島を仲介に古賀謹一郎（茶渓）の紹介で斎藤拙堂の門をくぐった。また、同じ頃に象山の塾にも通い始めた。継之助は遊学中、三島や小林らと江戸の町を見物したり酒を飲んだりと自適の日々を送った。当時、大坂の適塾にいた小山は小林の手紙でそんな3人の様子を知り、たいへん羨ましいと長岡の知人への手紙の中で述べている。
翌嘉永6年（1853年）、継之助は斎藤の許を去り、古賀の久敬舎に入門し、寄宿する。斎藤の塾を去ったのは、そこには自分を高める会心の書がなかったためと言われる。一方、象山の塾には依然通い続け、砲術の教えを受けていた。ただし継之助は象山の人柄は好きではなかったらしく、後に同藩の者に「佐久間先生は豪いことは豪いが、どうも腹に面白くないところがある」と語ったという。久敬舎では講義はほとんど受けず、書庫で巡りあった『李忠定公集』を読みつつ、それを写本することに日々を費やした。そのため継之助は、門人たちからは「偏狭・固陋」な人物と思われた。同年、ペリー率いるアメリカ海軍艦隊が日本に現れると（黒船来航）、当時の江戸幕府老中であった藩主・牧野忠雅は三島を黒船の偵察に派遣する一方、家臣らに対し広く意見を求めた。それを受け、継之助、三島、小林らはそれぞれ建言書を提出する。ともに藩政改革を記した内容だったようだが、三島と小林はその内容が忠雅の不評を買い帰藩を命じられた。反対に継之助の建言は藩主の目に留まることとなり、新知30石を与えられて御目付格評定方随役に任命され、帰藩を命じられた。そのため、『李忠定公集』全巻を写し終え題字を認めてもらうと、継之助は久敬舎を去り長岡へ戻った。
藩政の刷新を企図して帰藩した継之助であったが、藩主独断での人事に反感を持った家老など藩上層部の風当たりが強く、結局何もできないまま2ヶ月ほどで辞職する。この固陋な有様に憤慨した継之助は藩主に対し門閥弾劾の建言書を提出する。その後、特に何もないままの日々を過ごす。安政2年（1855年）、忠雅の世子・牧野忠恭のお国入りにあたり、継之助は経史の講義を行うよう命じられる。しかし継之助は「己は講釈などをするために学問をしたのではない、講釈をさせる入用があるなら講釈師に頼むが良い」とこれを跳ね除けたため、藩庁からお叱りを受ける。この間、射撃の練習に打ち込んでその腕を上げる一方、三島とともに奥羽へ遊歴した。安政5年（1858年）、家督を継いで外様吟味役になると早速、宮路村での争いを解決へと導いた。

### 備中松山・長崎への遊歴
安政6年（1859年）正月、継之助は再び江戸に遊学し、古賀謹一郎の久敬舎に入る。そしてさらなる経世済民の学を修めるため、備中松山藩の山田方谷の教えを請いに西国遊学の旅に出る。初めこそ、農民出身の山田を「安五郎」と通称で手紙に認めるなどの尊大な態度に出ていた継之助も、山田の言行が一致した振る舞いと彼が進めた藩政改革の成果を見て、すぐに態度を改めて深く心酔するようになる。山田の許で修養に励む間、佐賀藩、長崎、熊本藩も訪れ、知見を広める。藩政に忙しい山田に代わり後に墓碑を書くことになる三島中州が相手をする。翌年3月、松山を去って江戸へ戻り、しばらく横浜に滞在した後、長岡へ帰郷した。山田方谷に譲ってもらった『王文成公全集』に書いてもらった忠告を、佐久間象山と同じく結局守れなかった。

## 藩政の主導者へ

### 京都詰・江戸詰に任命
文久2年（1862年）、藩主・牧野忠恭が京都所司代になると継之助も京都詰を命じられ、翌文久3年（1863年）の正月に上洛する。継之助は忠恭に所司代辞任を勧めるも、忠恭はこれを承知しなかった。しかし、4月下旬に欧米に対する攘夷実行が決定されたのをきっかけに忠恭も辞意を決し、6月に認められると忠恭は江戸に戻る。
だが9月、忠恭は今度は老中に任命される。そして継之助は公用人に命じられ江戸詰となると、忠恭に老中辞任を進言する。その際、辞任撤回の説得に訪れた分家の常陸笠間藩主・牧野貞明を罵倒してしまい、結局この責任をとる形で公用人を辞し、帰藩した。

### 郡奉行就任と藩政改革の開始
しかしその後、慶応元年（1865年）に外様吟味役に再任されると、その3ヶ月後に郡奉行に就任する。これ以後、継之助は藩政改革に着手する。その後、町奉行兼帯、奉行格加判とどんどん出世し、その間、風紀粛正や農政改革、灌漑工事、兵制改革などを実施した。
藩士の知行を100石より少ない者は加増し、100石より多い者は減知することで門閥を平均化すると共に、軍制上の中央集権を目指した改革を藩主の信任の下で継之助は断行した。

## 明治維新への対応

### 戊辰戦争の開始

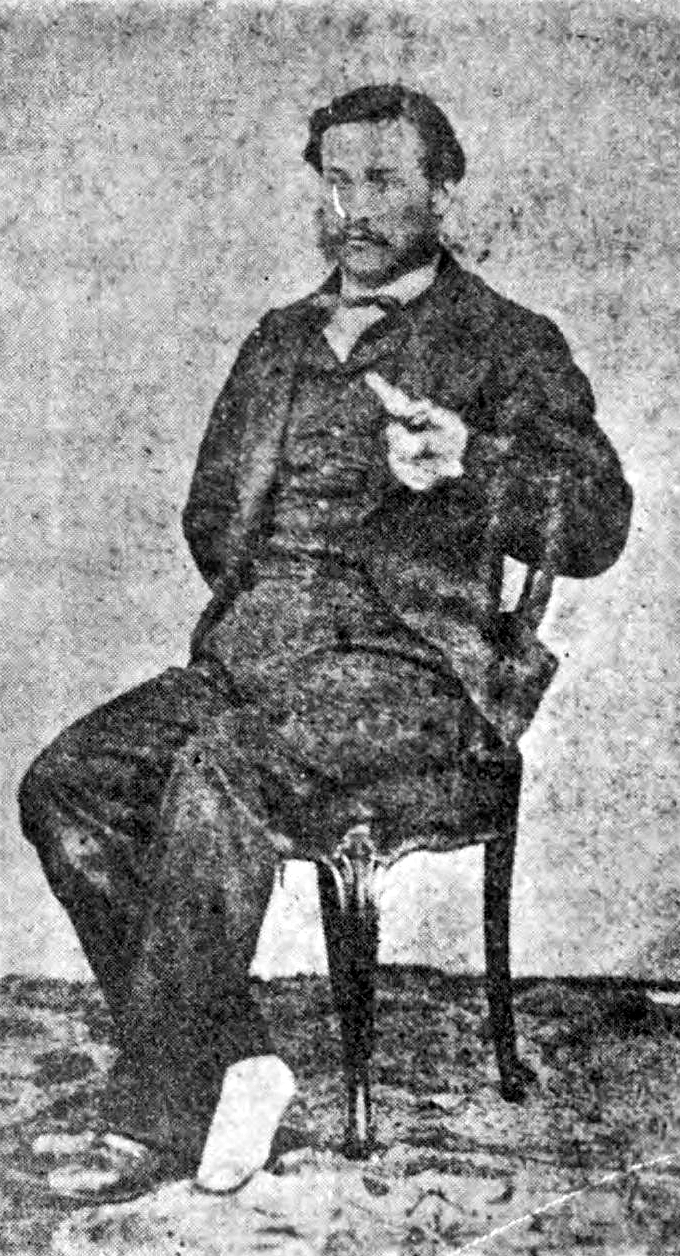
エドワルド・スネル（スネル兄弟）

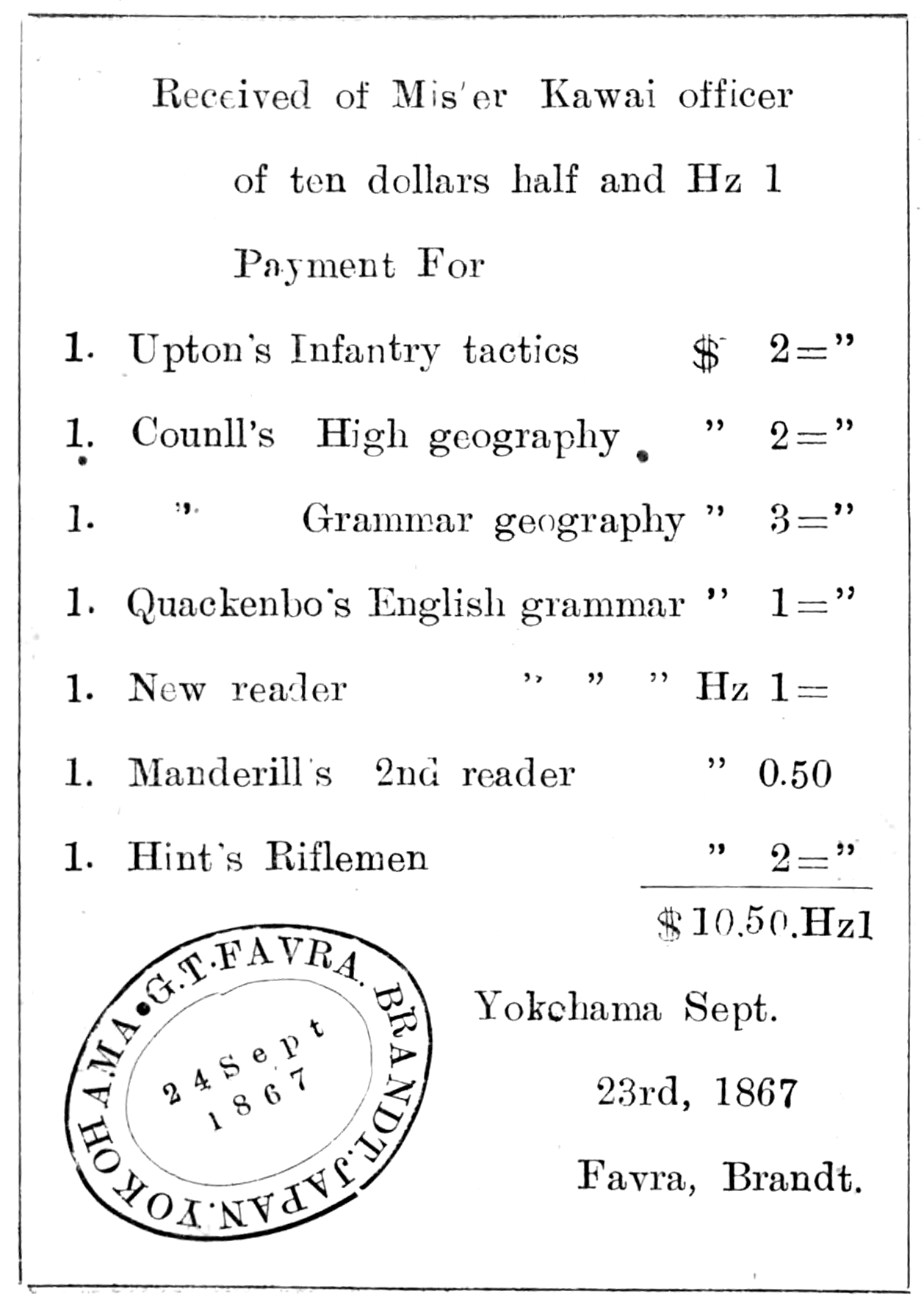
河井継之助がファブル・ブラントから購入した書籍代金の受領書（今泉鐸次郎 著『河井継之助伝』1931年刊より）。歩兵戦術書や地理に関する書籍などを購入している。

慶応3年（1867年）10月、徳川慶喜が大政奉還を行うと、中央政局の動きは一気に加速する。この慶喜の動きに対し、討幕派は12月9日（1868年1月3日）に王政復古の大号令を発し、幕府などを廃止する。一方、長岡藩では藩主・忠恭は隠居して牧野忠訓が藩主となっていたが、大政奉還の報せを受けると忠訓や継之助らは公武周旋のために上洛する。
そして継之助は藩主の名代として議定所へ出頭し、徳川氏を擁護する内容の建言書を提出する。しかし、それに対する反応は何もなかった。翌慶応4年1月3日（1月27日）、鳥羽・伏見において会津藩・桑名藩を中心とする旧幕府軍と新政府軍との間で戦闘が開始され、戊辰戦争が始まる（鳥羽・伏見の戦い）。大坂を警衛していた継之助らは、旧幕府軍の敗退と慶喜が江戸へ密かに退いたのを知ると急ぎ江戸へ戻る。
藩主らを先に長岡へ帰させると、継之助は江戸藩邸を処分して家宝などを全て売却。その金で、相場が暴落した米を買って蝦夷地で開港されていた箱館へ運んで売り、また新潟との為替差益にも目をつけ軍資金を増やした。同時にファブルブラント商会（C.&J.FAVRE BRANDT）、スネル兄弟などからアームストロング砲、ガトリング砲、エンフィールド銃、スナイドル銃、シャープス銃（軍用カービン）などの最新兵器を購入し、海路長岡へ帰還した。特にガトリング砲は当時の日本には3門しか存在せずそのうち2門を長岡藩が所持していた。

### 小千谷談判
新政府軍が陸奥会津藩征討のため長岡にほど近い小千谷（現・新潟県小千谷市）に迫ると、世襲家老の首座・稲垣平助、先法家・槙（真木）内蔵介、以下上級家臣の安田鉚蔵、九里磯太夫、武作之丞、小島久馬衛門、花輪彦左衛門、毛利磯右衛門などが恭順・非戦を主張した。
こうした中で継之助は恭順派の拠点となっていた藩校・崇徳館に腹心の鬼頭六左衛門に小隊を与えて監視させ、その動きを封じ込めた。その後に抗戦・恭順を巡る藩論を抑えてモンロー主義の影響を受けた獨立特行を主張し、新政府軍との談判へ臨み、旧幕府軍と新政府軍の調停を行う事を申し出ることとした。
5月2日（6月21日）、新政府軍監だった土佐藩の岩村精一郎は恭順工作を仲介した尾張藩の紹介で長岡藩の継之助と小千谷の慈眼寺において会談した。会談において継之助は新政府軍を批判し、長岡領内への進入と戦闘の拒否を通告した。

### 北越戦争の開戦

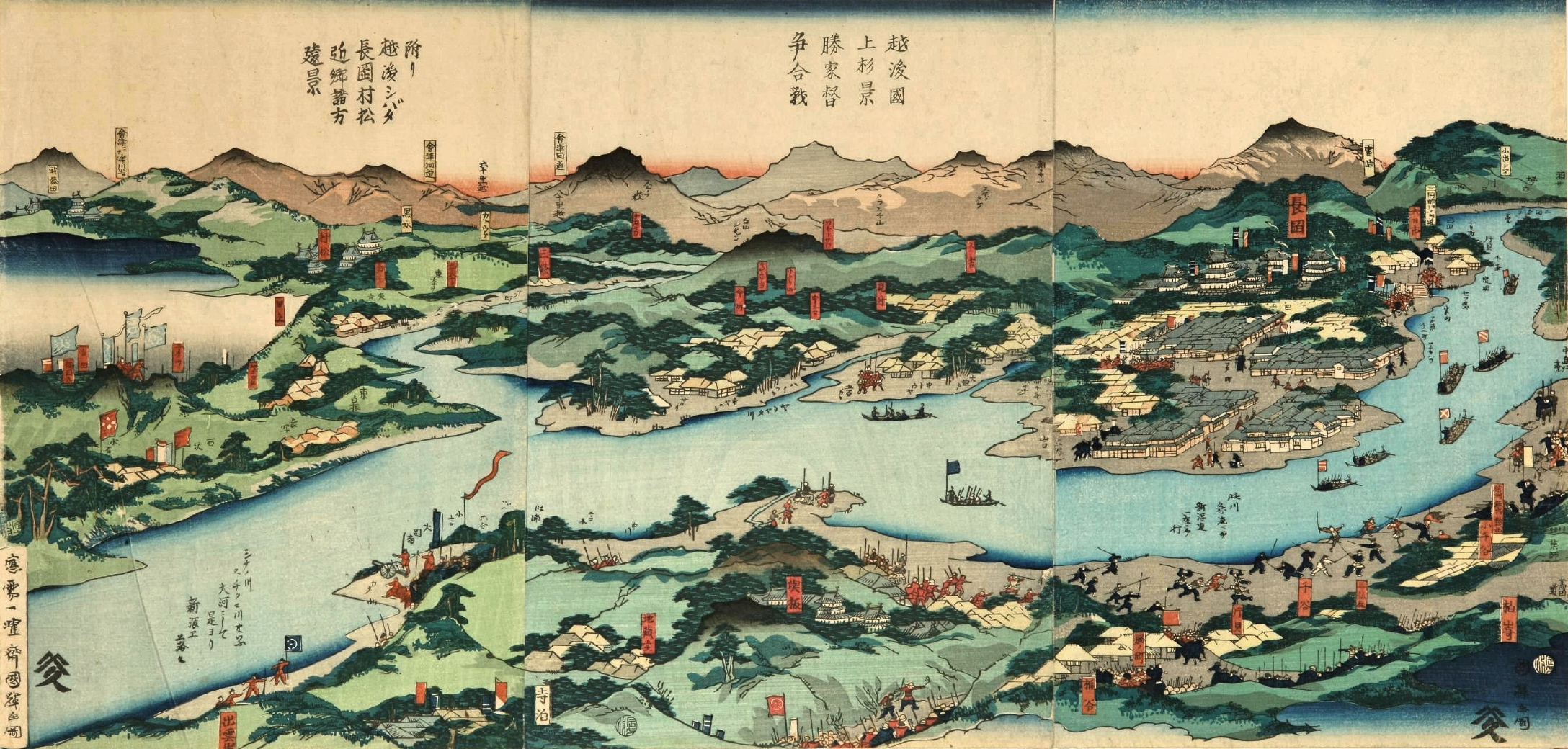
北越戦争を描いた浮世絵。画題は『越後国上杉景勝家督争合戦』であるが、時の政府に配慮して上杉景勝・景虎の家督争い（御館の乱）に仮託して描いている。一曜斎国輝（二代目 歌川国輝）作。新潟県立図書館蔵。

長岡藩は表高7万4,000石の小藩であったが、内高は約14万石と実態は中藩であった。長岡藩では藩論が必ずしも統一されていなかったが、官軍に恭順を主張していた世襲家老首座の稲垣茂光は交戦状態となる直前に出奔。世襲家老次座の山本義路や着座家の三間氏は終始継之助に協力した。先法三家（槙（真木）氏・能勢氏・疋田氏）は、官軍への開戦前には恭順を主張するも開戦決定後は藩命に従った。上級家臣のこうした動きと藩主の絶対的信頼の下に、継之助は名実共に開戦の全権を掌握した。継之助の開戦時の序列は家老上席、軍事総督であった。
北越戊辰戦争において長岡藩兵は近代的な訓練と最新兵器の武装を施されており、継之助の巧みな用兵により開戦当初では新政府軍の大軍と互角に戦った。しかし絶対的な兵力に劣る長岡軍は徐々に押され始め、5月19日（7月8日）に長岡城を奪われた。この直後から長岡藩が命じた人夫調達の撤回と米の払下を求めて大規模な世直し一揆が発生する。5月20日（7月9日）に発生した吉田村・太田村（現在の燕市）を始め、巻村など領内全域に広がり一時は7,000人規模となった。長岡藩は新政府軍と戦っていた部隊を吉田・巻方面に派遣して6月26日（8月14日）までに全て鎮圧した。これによって長岡藩の兵力が減少したのみならず、人夫動員も困難となり継之助の長岡城奪還計画は大幅に遅れて、結果的に新政府軍に有利に働くことになる。継之助の命運を尽かせたのは実は新政府軍の兵器ではなく、領民の一揆による抵抗による国力と作戦好機の逸失であった。また、多くの領民が処刑され長岡での継之助の評価を悪化させた一因にもなった（『新潟県史』通史編6）。
その後、6月2日（7月21日）、今町の戦いを制して逆襲に転じる。7月24日（9月10日）夕刻、敵の意表をつく八丁沖渡沼作戦を実施し、翌日（9月11日）に長岡城を辛くも奪還する。
外山修造の証言によると、奇襲作戦の最中、新町口にて河井継之助は左膝に流れ弾を受け重傷を負ってしまう。『長岡郷土史』によると、新町口ではないところで床机に腰掛けていたところを西軍兵に狙撃された。指揮官である継之助の負傷によって長岡藩兵の指揮能力や士気は低下し、また陸路から進軍していた米沢藩兵らも途中敵兵に阻まれ合流に遅れてしまった。これにより、奇襲によって浮き足立った新政府軍を米沢藩とともに猛追撃して大打撃を与えるという作戦は完遂できなかった。一方、城を奪還され一旦後退した新政府軍であったが、すぐさま体勢を立て直し反撃に出る。長岡藩には最早この新政府軍の攻撃に耐えうる余力はなく、4日後の7月29日（9月15日）に長岡城は再び陥落、継之助らは会津へ向けて落ちのびた。
これにより戊辰戦争を通じて最も熾烈を極めたとされる北越戦争は新政府軍の勝利に終わり、以後、戦局は会津戦争へと移っていく。
後年、石原莞爾は陸軍大学校で継之助の戦術を研究した卒業論文を執筆している。

### 河井継之助の最期

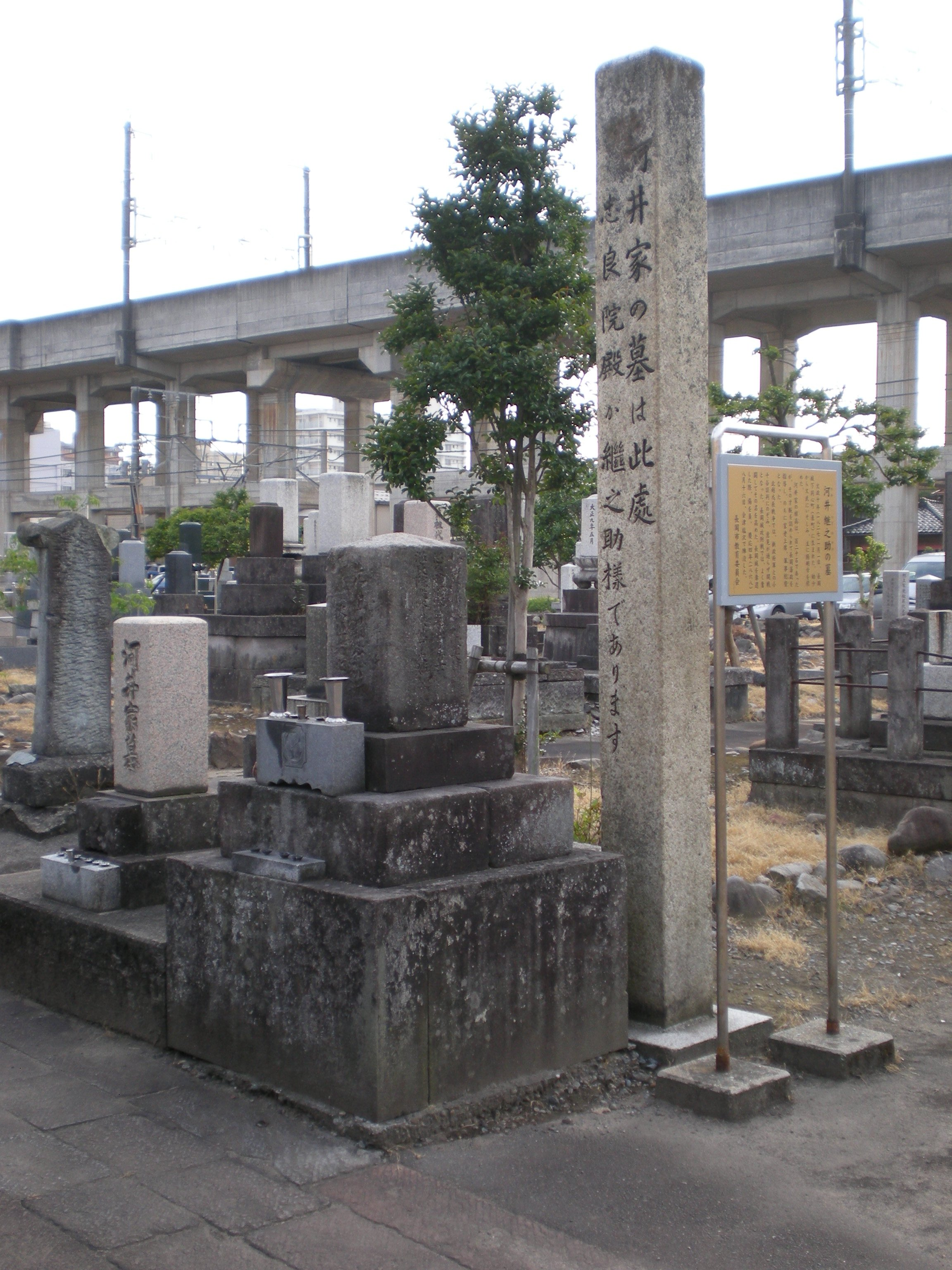
栄涼寺墓地にある河井継之助の墓

重傷の継之助は1人で歩けず、会津へ向けて八十里峠を越える際、「八十里 腰抜け武士の 越す峠」という自嘲の句を詠む。
峠を越えて会津藩領に入り、只見村にて休息をとる。継之助はそこで忠恭の依頼で会津若松より治療に来た松本良順の診察を受け、松本が持参してきた牛肉を平らげてみせる。しかし、この時既に継之助の傷は破傷風により手遅れな状態にあった。継之助も最期が近づきつつあるのを悟り、花輪らに対し今後は米沢藩ではなく出羽庄内藩と行動を共にすべきことや藩主世子・鋭橘のフランスへの亡命（結局果たされず）など後図を託した。また外山修造には武士に取り上げようと考えていたが、近く身分制度がなくなる時代が来るからこれからは商人になれと伝えた。後に外山はこの継之助の言に従って商人となり、日本の発展を担った有力実業家の1人として活躍した。
継之助は松本の勧めもあり、会津若松へ向けて只見村を出発し、8月12日（9月27日）に塩沢村（現・福島県只見町）に到着する。塩沢村では不安定な容態が続いた。15日（30日）の夜、継之助は従僕の松蔵を呼ぶと、ねぎらいの言葉をかけるとともに火葬の仕度を命じた。翌16日（10月1日）の昼頃、継之助は談笑した後、ひと眠りつくとそのまま危篤状態に陥り、同日午後8時頃、只見・塩沢村の医師矢澤宗益宅にて死去した。享年41。なお、継之助終焉の場所である矢澤家は昭和36年（1961年）、只見川電源開発に伴いダム湖に水没する地にあったため、現在は福島県只見町の河井継之助記念館内に移築されている。
継之助の葬儀は会津城下、建福寺にて行われた。遺骨は新政府軍の会津城下侵入時に墓があばかれることを慮り、松蔵によって会津のとある松の木の下(現：会津若松市建福寺前 小田山中腹）に埋葬される。実際、新政府軍は城下の墓所に建てられた継之助の仮墓から遺骨を持ち出そうとしたが、中身が砂石であったため継之助の生存を疑い恐怖したという。現在は臨済宗妙心寺派大寶山建福寺管理の下「河井継之助一時埋葬地」として同所に墓碑（「故長岡藩総督河井継之助君埋骨遺跡」の碑）が残されている。また、只見町塩沢の真言宗智山派医王寺にも村人が荼毘で残った細骨を葬った墓がある。
戊辰戦争後、松蔵は遺骨を掘り出すと長岡の河井家へ送り届けた。そして遺骨は、現在河井家の墓がある栄凉寺に再び埋葬された。しかしその後、継之助の墓石は彼の藩政改革に反発する者や長岡を荒廃させた張本人として恨む者たちによって、何度も倒されたと伝わる。このように、戦争責任者として継之助を非難する言動は、継之助の人物を賞賛する声がある一方で、明治以後、現在に至るまで続いている。一方河井家は、主導者であった継之助が既に戦没していたため、政府より死一等を減ずる代わりに家名断絶という処分を受けた。忠恭はこれを憂い、森源三（継之助の養女の夫）に新知100石を与えて継之助の家族を扶養させた。
明治16年（1883年）に河井家は再興を許され、森源三の子・茂樹を養嗣子として迎え入れたのであった。
河井継之助記念館が只見では前述のダム水没に伴う移転に合わせて1973年に開館したのに対して、長岡ではその33年後の2006年であった。長岡で開館時から館長を務める郷土史家の稲川明雄は、継之助嫌いだった自分を館長にしたのは、継之助に批判的な市民からの批判を抑えることを当時の市長が意図した可能性があると推測している。

## 略年譜
- 文政10年（1827年）：誕生。
- 天保13年（1842年）：元服。
- 天保14年（1843年）：生贄の鶏を裂いて王陽明を祀り、輔国を誓う。
- 嘉永5年（1852年）：最初の江戸遊学。斎藤拙堂、古賀謹一郎（茶渓）、佐久間象山らの門をくぐる。
- 嘉永6年（1853年）：黒船来航に際して藩主牧野忠雅に建言書提出。御目付格評定方随役に任命され帰藩。2ヶ月で辞職。
- 安政4年（1857年）：家督を相続。外様吟味役に任命。
- 安政5年（1858年）：江戸へ再度遊学のため長岡を発つ。
- 安政6年（1859年）：古賀の久敬舎に再入学。西国へ遊学、備中松山藩の山田方谷に入門。その間、長崎にも遊歴。
- 万延元年（1860年）：江戸へ戻る。横浜でファブルブランドやエドワード・スネルらと懇意になる。
- 文久3年（1863年）
  - 1月、京都詰となる。藩主牧野忠恭の京都所司代辞任を要請。
  - 9月、公用人として江戸詰。忠恭の老中辞任を要請。叶わず辞職、帰藩。
- 慶応元年（1865年）：外様吟味役再任。3ヶ月後、郡奉行に就任。藩政改革を開始。
- 慶応2年（1866年）：町奉行を兼帯。
- 慶応3年（1867年）
  - 3月、評定役・寄会組になる。
  - 4月、奉行格加判。小諸騒動を解決（但し翌年11月に再燃）。
  - 10月、年寄役（中老）。
  - 大政奉還を受け、12月に藩主牧野忠訓と共に上洛、朝廷に建言書提出。
- 慶応4年（1868年）
  - 4月に家老。閏4月に家老上席、軍事総督に任命。
  - 5月、小千谷談判決裂。新政府軍と開戦。
  - 8月、戦闘中の傷がもとで死去。享年41。

## 人物像

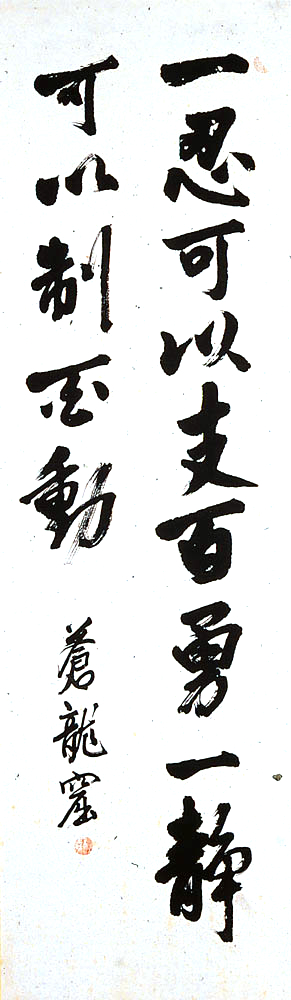
河井継之助の書（長岡市立中央図書館蔵）

さほど背は高くなかったが鳶色の鋭い目を持ち、声がよかったという。徹底的な実利主義で、武士の必須である剣術に関してもいざ事あるときにすぐに役に立てばよいので型や流儀などどうでもよいという考え方であった。しかし読書に関しては別で、好きな本があるとその一文一文を彫るように書き写していたという。物事の本質を素早く見抜く才にすぐれ、徳川幕府の崩壊を早くから予見していた。藩命に度々背き、様々叱咤されたが、本人は当然の風にしていた。河井家は本来ならば家老になどなれない家柄であったが既に若い頃から藩の家老らの凡庸さを見て、結果的に自分が家老になるしかないと公言してはばからなかったという。
- 刈谷無隠 「私は十六歳の時、ある人の紹介で古賀の塾へ入りましたが所が、私の席の隣りに、眼のギョロッとした三十内外に見える人がおりました。名を聞きました所が、越後の河井継之助であった。ある日の事、河井の股へ大きな腫れ物が出来まして、寝起きも不自由な様であったけれども、少しも苦しいの、疲れたのと言う色がなく、勉強しておられた。それで少しお休みになって治療をなされたらよろしかろうと言いますと、河井の申しますには、｢人の世に処するというものは、苦しいことも嬉しいことも色々あるものだ。その苦しいことというものに堪えなければ、忠孝だの、節義だの、国家の経綸だのと言うた所で、到底成し遂げられるものでない。この苦しいことに堪えるということは、平生から練磨しておかなければ、その場合に限ってできるものでない。こういう腫れ物のできて苦しむのは、誠にこの自分の志の強弱を試すのによい時機であるから、こういうとき、学問の上に力を得たか得ないかという事を試しているのである』そう言われた」[13]

遊郭の禁止令を施行した際はそれまで遊郭の常連であった継之助のことを揶揄し「かわいかわい（河井）と今朝まで思い 今は愛想もつきのすけ（継之助）」と詠われている。また、『塵壷』という名前で知られる旅日記を残した。
長岡城落城（慶応4年5月19日）後、最初の奥羽越列藩同盟軍の軍議（5月22日と23日：会津藩、米沢藩、長岡藩、桑名藩、上山藩、村上藩、村松藩の各藩重役が出席）が行われた際、河井は長岡城落城の際に村松藩は尽力せず、その行動は奇怪であると2日に渡って村松藩の代表（田中勘解由 等）を執拗に責めたことから、責められた田中勘解由が軍議の席上で自刃（自らの喉を刺す）に及ぶ事件が発生した。幸い急所を外れて命は落とさなかったが、この席上にいた米沢藩の甘糟継成は日記に、河井の態度・発言について「傍らに人がなきが如し・・言甚切也」と記載している。
明治維新後、長岡の復興に尽力した米百俵で知られる小林虎三郎は親類である。小林の人物像が語られる時においては継之助は好戦的な人物として描かれることも少なくないが、薩長の横暴を見かね、手紙の中で「かくなる上は開戦もやむなし」と開戦を渋々支持しており、必ずしも好戦的な人物ではなかったことがうかがえる。北越戦争においても、開戦は藩としての自立を確保するための自衛的な意味合いが強かった。
なお河井継之助には上記以外にも長岡市民によって伝承された様々な逸話がある。例えば「北越戦争で両手足を失ったが、果敢に戦った」とか「戦の時は藩士に精力を付けさせるよう、自分の飯を全て分け与えていた」などという話である。「弾除けにするため町人に畳を背負わせて隊列の前方を歩かせた」等の否定ないしは批判的な逸話もある。しかしこれらは史実として検証できる資料が残っていないため信憑性が低く、後世の作り話と思われる（外部リンク参照）。

## 河井継之助に関する主な史料
継之助の行動や人となりを知りうる史料に関しては、下記以外にも刊本・未刊本を問わずあるが、それらは基本的に戊辰戦争前後の長岡藩の動向について記されたものであるので、ここではあえて外した。

### 河井継之助伝
今泉鐸次郎著。初版は明治43年（1910年）、博文館。昭和6年（1931年）に目黒書店から増補改版。昭和55年（1980年）および平成8年（1996年）には象山社から増補版の再版が刊行。
- 継之助に関して編まれた唯一の刊本史料（伝記）であり、現在ある関連書籍は全てこれを底本にして書かれている。
- 先祖は牧野家の家臣で自身は新聞記者・郷土史家であった今泉が、各地より蒐集した史料、関係者からインタビューした情報を基礎に構成。具体的には河井継之助の史料（書簡など）やそれ以外の者の関係史料からの引用と河井継之助の家族や関係者、またその関係者の子女などからの証言の2つから成り立っている。すなわち、史料学的に見れば『河井継之助伝』は2次史料・2級史料に分類される。
- 引用史料の中には『追考昔誌』『思出草』など、その原本や写本が現存しているものもある。しかしその一方で、所在やいかなる史料なのかが今のところ不明なものも存在する（たとえば「○○の手記」「三間正弘自叙伝」といったもの。これらについては、著者が便宜的につけた表題であり、史料名そのものではない）。また、戊辰戦争前後の事について書かれた現存の引用史料は残されたメモや当時の史料、記憶をたよりに後年編まれたものや回想録である。ゆえに、これら『河井継之助伝』中の引用史料の扱いについても内容をそのまま鵜呑みにはせず、他史料で裏付けをとる必要もある。
- 小諸騒動にあっては、維新後の混乱期にごく短期間だけ小諸藩上席家老となった牧野隼之進成聖の嫡子・成功からの聞き取りに依拠したと部分が多いものと推察され、これと不仲（或いは反対派）であった牧野隼之進成聖の本家となる牧野八郎左衛門成道、及び真木要人則道、太田宇忠太一道、前藩主夫人の楠子などの評価を低く（或いは悪役に近く）書いている恨みがあると指摘する文献（加藤誠一著『牧野家臣団』など）もある（参考となるページ・牧野康那）。また小諸藩重臣の知行、家禄の引用が極めてアバウトであるとも指摘されている。
- 小諸騒動はアカデミックな場で僅かに扱われているが、小諸騒動の継之助の調停については小諸藩文書等の小諸側の文書・史料からは継之助の具体的な事績・活躍がほとんど伝わらない。
- 関係者の証言に関しても、当時の様相を垣間見る上で貴重な手がかりである。しかし、かなり年月を経た後のものでもあり、そこには証言者本人の主観的判断や感情、記憶の入れ違いも存在しうる。ゆえに、史料学的見地からもこれらの証言を扱う際にも慎重さを要する。
- 本文中で引用されている継之助の書簡についても、原本はごく一部を除けば現存していない。
- しかしながら現在、継之助や幕末期長岡藩に関する1次史料（とくに藩政史料）がほぼ皆無の状況である以上、『河井継之助伝』は継之助の人物像や幕末期の長岡藩の様相を知る上で数少ない好史料であることは否定し得ない。

### 塵壺

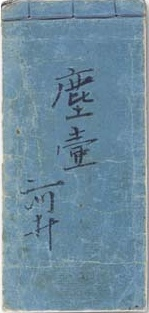
『塵壺』。縦約8cm、横約17cm。

河井継之助自筆の旅日記で、現存する唯一の自著。安政6年6月7日（1859年7月6日）から同年12月22日（1860年1月14日）までの西国遊歴中の事を記す。原本は現在、長岡市立中央図書館から長岡市の河井継之助記念館に移管、展示されている。昭和13年（1938年）には新潟県立長岡中学校和同会によって、また昭和49年（1974年）には安藤英男 校注『塵壷：河井継之助日記』＜東洋文庫257＞（平凡社）として活字化もされている。昭和52年（1977年）には、新潟日報事業社より渡辺秀英校注付き桐箱入りの複製本が、500部限定で製作されている。
- 江戸〜備中松山〜長崎〜備中松山における道中の出来事を記録したもので、両親への道中報告のためのメモ的なものである。そのため、特筆すべきことのないようなときは日付と天気しか記していない日もある。
- 数日分を後でまとめて記すこともあったため、記憶により記述の細かさにばらつきがあったり別記を意図して内容を省略したりもしている。ゆえにいわゆる日記としての全般的な詳述さには欠けている面もある。
- 西国遊歴は、これ以降の継之助の政治的行動を深く規定したという点で継之助の生涯において大きな位置を占める出来事であり、本史料は遊歴の内容や継之助の個性を知る上で貴重な史料といえる。
- 備中松山から江戸までの帰路については『塵壺』には記されていなかったため、その日程や内容についてはしばらくの間不明であった。しかしその後、その帰路の事を記した両親宛の書簡が発見されたため（『長岡市史』資料編3に所収）、江戸までの道中の日程や大まかな様子が判明した。なお、京都〜備中松山間において行きは山陽を通り、帰りは山陰を通って帰った事がこの書簡で初めて分かった。

※この他で河井継之助に直接関わる史料としては、史談会 編『史談会速記録』全44巻（原書房）に収められている三間正弘や大野右仲らの証言記録がある（記載巻数等は同書総索引を参照）。

## 評価
- 山田方谷「長岡藩では河井を抑える人がなかろう。どうも彼の男は豪ら過ぎる。彼の男を北国の辺りの役人にするには惜しい」[13]
- 勝海舟「あれはナカナカの人物であったが惜しいことをした。河井のような者は少ない」[18]
- 西郷隆盛「河井継之助は得易からざる人物である。不幸順逆途を異にしたので、賊名を負うて斃れたが、もしも今日世にあるならば、台閣にたつべき一人である。確かに一代の傑物である」[18]
- 河井安子
  - 「兄は俗謡を歌うことが好きで、就中あの長岡甚句の盆踊りと来ては大好きでありました」[18]
  - 「兄は火には可笑しいほど臆病でありました。実に火事ほど恐ろしいものはない、他人から来る火は仕方がないが、自分から出した火は取り返しがつかぬと、平常自分も家族の者も戒めておりました」[18]
- 土田衡平「河井というやつはおかしな事を言うやつだ。河井とはこの塾に長くいたけれども、一度も話した事がない。しかしながら長い間に色々な人と会ったが、先づ人物としては河井程の者を見た事がない。おれは河井の碁を打ち、将棋を差す所を見て河井の人物を知った。今までにあんな愉快な将棋碁というものを見た事がない。まるで眼中勝敗という事がなく、しかも勝ちを制して行く」[13]
- 刈谷無隠「字を書くことが誠に下手であったが、しかし気骨があった。塾の悪口に『河井は字を書くのではない、字を彫るのだ』と。その字を書く有様が丁度、版木屋が版を彫る位に骨が折れる様に見える。それに書物の数は一向多く見ない人で、読む物は必ず写している。多く宋明の語録と明清の奏議類を読んで書物には誠に狭いけれども、歴史の事柄や、当世の事務を談ずる事においては、塾に一人でも河井に当るものがない」[13]
- 大野右仲「その顔つきは厳酷の気味ありしだけに、その性質もまた厳格なりしが、弁舌爽快にして、気魄大に、その遣り口の万事豪傑肌なりしが如くに真実豪傑なりき」[13]
- 木川松蔵「旦那様は平素厳しい方でいらっしゃいます」[18]
- 外山修造
  - 「余は今日の明治元勲と称する、いわゆる元老諸公には、多少の面識あるも、未だ河井氏の如く『鋭い人』、『威厳ある人』を見ず。親しむべく狎れるべからずとは、眞乎河井氏においてこれを見る」[18]
  - 「河井氏は自身の頗る厚かりしだけに、道理に叶わぬことあれば、寸少の仮借なく是非を弁折して推理されしより、いずれもその厳しきに苦しみしかど、また美事善行に対しては、『豪い豪いそれはよかった』と激賞措かず、あたかも己の事の如くに満腹の情を禁じ能はざる風情なるより、先に氏の厳責に、余りの事とと腹立てる者も、この刹那に『コロリ』としてしまい、感激のあまり、死もなお辞せざる底に心服するに至れり。百二十石の小禄に身を起こし、終に一藩の執政となり、彼の如くに藩政を改革し、また七万四千石の一小藩を掲げて数万の西軍に当り、半歳の久、その意を逞しうするを得ざらしめしに徴するも、氏が凡庸の器に非ざりしを知るべし」[18]
- 佐川官兵衛「河井君と話をする時には、息の油断も出来ない。あんなに早く理屈が見えて、話に切込みの烈しい人は少ない。確かに近代の豪傑である」[18]
- 本間むつ子「眼の玉が丸く鋭く、お体の丈もあまり大柄ではなく、中肉中背と申すほどでございましたが、眼の玉だけは、一遍見ると忘れることができぬほど偉そうでございました」[18]
- 安田正秀「性剛邁、頗る才略あり。極めて自身力強く、また豪気にして言語明晰。談論風発、ほとんど当るべからざるの概あり。その人に接するや、城府を設けず、好んで古今の人物を品隲す。一朝志を得て要路に立つに及び、裁決流るるが如く、果断決行、いわゆる人の言い能わざる所をいい、人の為し能わざる所を為す者。ゆえに往々同僚及び部下を罵倒して寒心せしめ、また俗吏をして驚心瞠目せしむることあり。且つ事に臨み、その志望を達せんとするに際しては、世論の趣向、物議の如何に頓着なく、また利害得失を顧念計量するの遑なく、邁往猛進、彼岸に達するを以て、快と為すの風あり。真に北越無二の奇傑というべし。惜しいかな己を信ずるの厚き、頑強に失して、人を容るるに吝に、かつ名利の念、心頭を去らずして、すこぶる事を好むの傾きありしが為に、終に名利の犠牲となりて悲惨なる最期を遂ぐるに至れり」[18]
- 大橋一蔵「戊辰の役に、命を一弾の下に殞したは、実に国家の為千古の恨事である。今日もし廟堂の上にあらしめたならば、今の内閣諸公、誰かその右に出づる者ぞ」[18]
- 福島住弌「河井氏はフランスの事情を研究されたが、特に兵器のことについて非常に熱心に調べておられた」[18]
- 大橋佐平「性豪活、つとに俊邁の気あり。身体甚だ低からず。肥瘠の中を得、色黒く、眉秀で、眼光烱々として人を射る。一喝睥視すれば、即ち人仰ぎ見る能わず。言語清朗にして、最も弁舌に長ず。叱咤席を打て弁ずるときは、議論風生、凛として犯すべからざるの威あり。我が越においては、不識公（上杉謙信）以後の一人者なり」[18]
- 千坂高雅「それから、その足で長岡（城）に這入って見た所が、河井継之助の右の足に大砲の弾丸が中つて膝の下は筋を残した許りで皆持って行かれた。　然るに、非常な元気な男であるから、串戯に、今休んで居るというて居る。　お前はあやまち手負いしたのではないかと言ったら、私は実に愉快でございます。　イヤ、愉快でも宜しいが、余程の傷ではないか、そんなことを言いました。　その頃は医術が開けなかったから仕方がないが、その時切断でもしたら、あるいは助かったのであろうが、実に膝から下は筋を残して、骨でも何でも無茶に持って行かれて仕舞って、二目と当てられたものではない。　思はず涙が溢れたけれども、弱きを見せては可けませぬから声を励まして慰めてやりました。」[19]

## 河井継之助を扱った作品

### 書籍
河井継之助を扱った主な著書を挙げた。幕末期の長岡藩関係の著書やビジネス系雑誌の記事などは含まない。また同一の著者に河井継之助について書かれた複数の著書がある場合には、代表的な一冊のみを挙げた。
- 『少年読本第三編 河井継之助』（戸川残花（戸川安宅）著、博文館、1899年）
- 『北越戊辰戦争と河井継之助』（井上一次 著、イデア書院、1928年）
- 『河井継之助』（「人物研究叢刊第17」、神村実 著、金鶏学院、1933年）
- 『河井継之助』（星山貢 著、三教書院〈偉人叢書〉、1942年）
- 『英雄と学問 河井継之助とその学風』（「師友選書第12」、安岡正篤 述、明徳出版社、1957年）
- 『峠』（司馬遼太郎 著、新潮社、1968年）
- 『河井継之助のすべて』（安藤英男 編、新人物往来社、1981年）
- 『河井継之助余聞』（緑川玄三 著、野島出版、1984年）
- 『河井継之助写真集』（安藤英男 著、横村克宏 写真、新人物往来社、1986年）
- 『愛憎　河井継之助』（中島欣也著、恒文社、1986年）
- 『河井継之助の生涯』（安藤英男 著、新人物往来社、1987年）
- 『武士（おとこ）の紋章』（池波正太郎 著、新人物往来社、1990年）
- 『良知の人河井継之助 義に生き義に死なん』（石原和昌 著、日本経済評論社、1993年）
- 『日本を創った先覚者たち ― 井伊直弼・小栗忠順・河井継之助』（新井喜美夫 著、総合法令、1994年）
- 『小説河井継之助 武装中立の夢は永遠に』（童門冬二 著、東洋経済新報社、1994年）
- 『北越の竜 河井継之助』（岳真也 著、角川書店、1995年）
- 『河井継之助 薩長に挑んだ男』（『歴史読本』第40巻第7号「シリーズ人物検証 7」、新人物往来社、1995年）
- 『北越蒼龍伝 ― 河井継之助の生涯』（菅蒼一郎 著、日本図書刊行会、1997年）
- 『小説 幕末輸送隊始末 ― 悲憤の英将 河井継之助』（竹田十岐生 著、新風舎、1997年）
- 『河井継之助』（星亮一 著、成美文庫、1997年）
- 『歴史現場からわかる河井継之助の真実』（外川淳 著、東洋経済新報社、1998年）
- 『河井継之助 立身は孝の終りと申し候』（稲川明雄 著、恒文社、1999年）
- 『河井継之助 信念を貫いた幕末の俊英』（芝豪 著、PHP文庫・PHP研究所、1999年）
- 『河井継之助 吏に生きた男』（安藤哲也 著、新潟日報事業社、2000年）
- 『河井継之助と明治維新』（太田修 著、新潟日報事業社、2003年）
- 『怨念の系譜 河井継之助、山本五十六、そして田中角栄』（早坂茂三 著、集英社、2003年）
- 『龍虎会談 戊辰、長岡戦争の反省を語る』（山崎宗彌 著、2004年）
- 『その時歴史が動いた コミック版 志士たちの幕末編』「北越の蒼龍“明治”に屈せず-河井継之助地方自立への闘い」（井上大助　作画、ホーム社、2009年）

### 論文
河井継之助について考察した主な論文を挙げた。幕末期の長岡藩関係の論文などは含まない。
- 安藤哲也「幕末期における政治主体と政治意識 ― 河井継之助の政治思想について」（1976年）
- 小川和也「河井継之助生誕の地を求めて ― 越後長岡藩における河井家の位置」（『歴史読本』48巻1号、2003年）
- 吉田公平 「鈴木無隠の「河井継之助言行録」について」（『東洋大学中国哲学文学科紀要』14号、2006年）
- 『長岡郷土史』所収の該当論文（長岡郷土史研究会編、第1〜44号、1960〜2007年）

### ドラマ
過去に河井継之助を描いたテレビドラマがいくつか制作されている。
- 花神
昭和52年（1977年）1月2日〜12月25日放送のNHK大河ドラマ。司馬遼太郎の小説『花神』『世に棲む日日』『十一番目の志士』『峠』『伊達の黒船』の5作を原作とし、ドラマの主役は大村益次郎だが、継之助は準主役級で、後半の多くの話に登場する。演じる高橋英樹の人気と相まって「河井継之助」の名が全国へ浸透することにつながった。
- 最後のサムライ河井継之助
平成11年（1999年）12月30日放送のテレビ朝日制作による2時間の年末スペシャル。「島田紳助の2000年に喝っ! スペシャル 幕末を駆け抜けた驚異のオレ流サラリーマン」という副題がついており、歴史の偉人を題材にした教養バラエティー番組の延長上に位置する作品。阿部寛が演じた。
- 河井継之助 〜駆け抜けた蒼龍〜
平成17年（2005年）12月27日放送の松竹・日本テレビ制作による2時間半の年末大型時代劇。原作に関する情報は不明だが、大筋で小説『峠』の内容を踏襲している。18代目中村勘三郎が演じ、18代目勘三郎襲名記念作品でもある。
- 鉄と麦と赤レンガ 〜河井継之助と外山脩造　志のリレー〜
平成22年（2010年）9月13日放送のUX（新潟テレビ21）制作によるスペシャル番組。河井継之助の志を継いだ弟子の外山脩造が関西財界の基礎を築くまでを描いた歴史ドキュメンタリー作品。再現ドラマの収録は継之助終焉の地である福島県只見町で行われ、河井継之助記念館に保存されている「河井継之助　終焉の間」が使われた。継之助役には一般公募で選出された宮村達哉（新潟市在住）が演じた。
- 長岡城を奪還せよ
平成27年（2015年）2月28日放送のUX（新潟テレビ21）制作によるスペシャル番組。北越戦争が開戦してまもなく、新政府軍の奇襲攻撃により、長岡城はあえなく落城する。本来なら城が陥落した時点で終戦となるはずが、長岡藩は加茂に集結した会津、米沢など奥羽越列藩同盟諸藩の力を結集して、長岡城を奪還する。加茂に集結した奥羽越列藩同盟の諸藩が開いた作戦会議、「加茂軍議」で会津、米沢といった大藩を御し、小藩の長岡藩が主導権を握るといった離れ業を演じたのが継之助である。北越戦争の端緒となった「小千谷談判」、「加茂軍議」、敗走する長岡藩士とその家族等が抜けた「八十里越」の3局面を軸にドラマで「再現」。林修と河井継之助記念館（新潟県長岡市）館長 稲川明雄のトークと共にそれぞれの場面、局面の厳しさ、北越戦争の真髄を切り取っていく。

### 映画
- 峠 最後のサムライ
令和4年（2022年）6月17日公開。主演：役所広司、監督：小泉堯史[20]

### ゲーム
- 維新の嵐 - 佐幕派のプレイヤーとして操作できる。学力172、武力169、魅力175、体力165。

### アニメ
- 幕末機関説 いろはにほへと
2006年10月6日から2007年4月6日（配信開始日基準）までインターネットによる動画配信サイト・GyaOにて公開された、日本の連続オリジナルアニメ（Webアニメ）作品である。全26話。河井継之助（つぎのすけ）役の声優は大西健晴で、長岡藩の家老として藩を守るため「闇のオークション」にてガトリング砲を落札。オークションの際は針尾玄藩に護衛を任せていた。北越戦争で足に傷を負い死亡。

### 舞台
- 最後のサムライ（2015年3月4日 - 15日、天王洲 銀河劇場、主演: 市原隼人、脚本: 岡本貴也、演出: イヴァン・キャブネット）